# خورخي كامبوس (لاعب تنس الطاولة)
خورخي كامبوس هو لاعب تنس الطاولة كوبي، ولد في 19 سبتمبر 1991 في هافانا في كوبا.

## وصلات خارجية
- خورخي كامبوس على موقع منظمة تنس الطاولة العالمي (الإنجليزية)
- خورخي كامبوس على موقع اللجنة الأولمبية الدولية (الإنجليزية)
- خورخي كامبوس على موقع أوليمبيديا (الإنجليزية)